# Susticacán
Susticacán egy falu Mexikó Zacatecas államának középpontjától kissé délnyugatra. 2010-ben lakossága meghaladta a 900 főt.

## Földrajz
A település a Nyugati-Sierra Madre hegységben, a Los Pilares patak völgyében épült fel a tenger szintje felett valamivel több mint 2000 méter magasságban. Környékét szaggatott felszín jellemzi, néhány kilométerre már a 3000 métert is meghaladó csúcsok emelkednek. Susticacánban az éves átlaghőmérséklet 16 °C felett, az éves csapadékmennyiség 600 mm alatt alakul. Közvetlen környezetében, főként déli és keleti irányban mezőgazdasági művelés alatt álló területek is találhatók, de a vidék nagyobb részét rétek, legelők és vadon borítja. Délkeleti irányban mintegy 7,5 km-re található Ermita de Guadalupe település, amelyen keresztülvezet a 23-as szövetségi főút.

## Népesség
A település népessége a közelmúltban sokáig csökkent, de 2010-re újra nőtt:
| Év   | Lakosság |
| ---- | -------- |
| 1990 | 1080     |
| 1995 | 906      |
| 2000 | 891      |
| 2005 | 851      |
| 2010 | 932      |

## Története
Neve a taraszkó nyelvből ered, eredetileg Etsosticacán volt, amely az et („patakvölgy”), a sost („erős/erőd”) és a can („hely”) szavakból képződött.
Az eredetileg indián alapítású falu életébe a spanyol gyarmatosítók hoztak változást, akik 1562-ben Santo Tomás de Etsosticacan néven saját települést alapítottak, majd templomokat építettek itt. Később San Pedro de Etzosticacán, majd San Pedro de Susticacán néven nevezték a falut.
Az ország függetlenségének elnyerése után, 1827-ben alakult meg a település községi juntája, de községi rangot csak 1918-ban kapott. A mexikói forradalom során a környéken kisebb felkelések törtek ki, amelyek célja azonban inkább csak a fosztogatás volt, nem pedig a politikai rendszer megdöntése. Ennek következtében a lakosság nagy része 1910 és 1912 között elhagyta a települést. 1912-ben még a községháza is leégett, a benne tárolt dokumentumok megsemmisültek.
1960-ban földutat építettek ki Susticacán és Jerez között, 1962 és 1965 között pedig elkészült a Susticacán nevű, 5 millió m³-es víztározó, amelyet a környék földjeinek öntözésére hasznosítanak. Az elektromos áramot csak 1968-ban vezették be a településre, a telefont pedig 1979-ben.

## Turizmus, látnivalók
A településen két régi műemléktemplom is áll: a Szent Péter-kápolna 1562-ben, a Virgen del Rayo-templom 1704-ben épült. Az egykori általános iskola épületében rendezték be a Los Cardos nevű múzeumot, ahol mintegy 200 régi tárgyat mutatnak be, köztük indián baltákat és nyílhegyeket, valamint későbbi, de ma már nem használt használati tárgyakat, például mezőgazdasági eszközöket. Susticacán környékén különös sziklaalakzatok is találhatók.